# الحملة الإيمانية

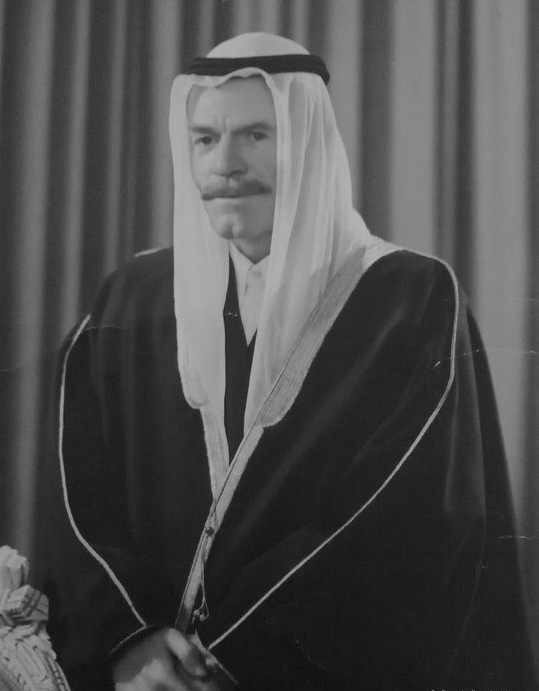
عزة الدوري، المشرف على الحملة

حملة العودة إلى الإيمان، غالباً ما يشار إليها اختصاراً باسم الحملة الإيمانية، كانت حملة أجراها حزب البعث العراقي، اعتباراً من عام 1993، لاتباع أجندة إسلامية أكثر محافظة اجتماعياً وعلنياً. وشملت الحملة مجموعة متنوعة من السياسات، بما في ذلك زيادة في منح الحريات للجماعات الإسلامية، زيادة الموارد التي وضعت في البرامج الدينية، زيادة استخدام العقوبات الإسلامية، وتركيز أعم بشكل كبير على الإسلام في جميع قطاعات الحياة العراقية.
وجرت الحملة تحت إشراف عزة إبراهيم الدوري، الذي سيصبح لاحقاً خليفة صدام حسين كزعيم لحزب البعث. استخدم الدوري الحملة للترويج لطريقته النقشبندية الصوفية، التي ستشكل لاحقاً نواة لجيش رجال الطريقة النقشبندية..وجعل الدوري محمد محمد صادق الصدر رئيساً للحملة الإيمانية والتجسس على الحوزة والسيطرة عليها.

## المقدمة والحملة

أضيف التكبير إلى علم العراق أثناء حرب الخليج، ويعود ذلك جزئياً إلى تعزيز التفويض الإسلامي للحكومة العراقية.

بينما كانت قيادة حزب البعث تنظر تقليدياً إلى الإسلاميين على أنهم متخلفين، وتعاملهم بعين الريبة، فقرب نهاية ثمانينات القرن العشرين بدأت الحكومة العراقية تقدم مبادرات تجاه جماعة الإخوان المسلمين، فضلاً عن غيرها من الجماعات الإسلامية السنية والشيعية. ومن العلامات الأولية الأخرى لهذا التحول إلى الإسلام كان ادعاء صدام بأن مؤسس حزب البعث ميشيل عفلق اعتنق الإسلام على فراش الموت، وأيضًا إضافة التكبير على العلم العراقي في عام 1991.
وكانت الحملة أعلنت رسمياً من قبل صدام في منتصف يونيو 1993، مع تركيز المراحل الأولية على إغلاق الكثير من الحياة الليلية في بغداد. حظر صدام بيع الكحول وأصبح الاستهلاك العام يعاقب بالسجن. أصبحت دراسة القرآن مادة أساسية في منهج التربية الوطنية، ووضع مزيد من التركيز على الدراسة الأكثر عمومية للإسلام. بدأ صدام خلف الأبواب المغلقة الدعوة إلى إنشاء دولة إسلامية، طالما أن هذا المشروع يبدأ مع توحيد العالم العربي؛ الموقف الأصلي لحسن البنا وجماعة الإخوان المسلمين المصرية.

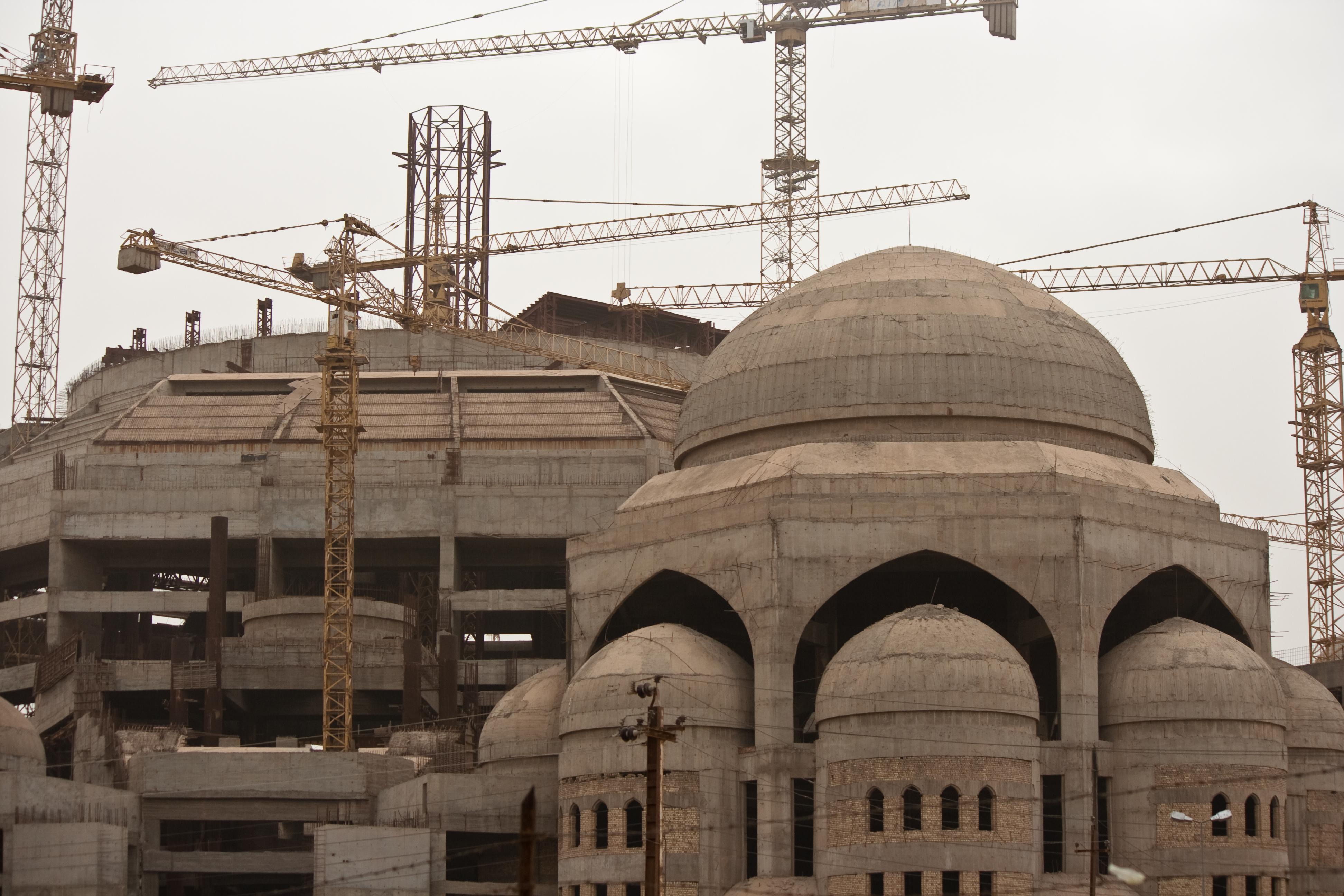
مسجد الرحمن غير المنتهي

وإلى جانب هذه الجهود، أعادت الحكومة، التي تتعرض بالفعل لضغوط بسبب العقوبات، تركيز الموارد في بناء وصيانة المساجد، على سبيل المثال جامع أم القرى في بغداد ومسجد الرحمن الواسع والغير منتهي.
استخدمت الحكومة أيضًا عقوبات مشددة على جرائم، أبرزها زيادة استخدام البتر كنوع من العقاب، الذي كان يستخدم في جرائم مثل الانشقاق وبعض أشكال الفساد والسرقة. في السنتين الأخيرتين من حكم صدام، تم القيام بحملة قطع رؤوس من قبل قوة صدام الرئاسية شبه العسكرية، فدائيي صدام. استهدفت هذه الحملة المتهمات بممارسة الدعارة، وأسفرت عن مقتل أكثر من 200 شخص وفقاً لتقارير معاصرة لجماعات حقوق الإنسان.

## الأعمال المصرفية
سئل المصرفيّ ضياء الخيون عن البنك اللاربوي، هل أُنشئ في مرحلة الحملة الإيمانية؟ فقال «تأسس أول بنك على أساس لا ربوي إسلامي بداية التسعينيات... وبدعم مِن الرَّئيس ومصرف الرَّافدين بحوالى أربعة مليارات دينار... وكان ربح المشاركة والمتاجرة أعلى مِن الأرباح التّجاريَّة، التي تستوفيها المصارف التِّجاريَّة، وتحت مسمى المرابحة الإسلاميَّة».

## المعارضة الداخلية
لم تحظى الحملة بالدعم الكامل من القيادة البعثية، ويشار إلى صدام حسين في بعض الأحيان على أنه القائد البعثي الرئيسي الوحيد الذي دعمها. في المقابل، كان رئيس الوزراء السابق سعدون حمادي، ومدير المخابرات السابق برزان إبراهيم التكريتي، من أبرز معارضي الحملة. وكان برزان على وجه الخصوص متخوفاً من أن الجماعات الإسلامية التي يرغب صدام في استرضاءها سوف تسعى في نهاية المطاف إلى أن تحل محله وتنصيب أنفسها مكانه، وزعم أنه في هذه الأثناء أي تحالف مع السلفيين من شأنه أن ينفر كل من الشيعة العراقيين وأيضًا الدول العربية الأخرى في المنطقة.
كان واحد من بين عدد قليل من المعارضين العامة للخطة عدي صدام حسين ابن صدام. وانتقدت صحيفته بابل البرنامج بحجة أن هذه الحملة من شأنها أن تقوض المجتمع الديني التعددي للعراق، وتشجيع التقسيم الطائفي، مما سيقوض العراق. وقال الصحيفة بأن محاولة صدام للحصول على دعم من الأصوليين الإسلاميين سيكون مصيره الفشل في نهاية المطاف، لأن هذه الجماعات لن تقبل بأي شيء أقل من الأحكام الصارمة للشريعة الإسلامية. نشرت الصحيفة أيضًا رسائل تنتقد الحكومة والأجهزة الأمنية لتسامح العراق مع تنامي الحركات السلفية. في نقطة أخرى، انضمت بابل مع ذلك إلى الاحتجاج ضد الشيعة، ووصل بها الأمر إلى الإشارة إليهم بالرافضة، وهي صفة بغيضة تستخدم عادة من قبل المحافظين المتشددين السلفيين فقط.

## العواقب
بحلول أواخر التسعينات، أسفر نمو السلفية في العراق عن عدم استفادة حلفاء النظام فحسب، ولكن أيضًا جماعات معارضة للحكومة البعثية. وقد تجلى هذا في أواخر التسعينات في شكل حملة إرهابية منخفضة المستوى، بما في ذلك نوع من السيارات المفخخة والاغتيالات والتي سوف يتسم بها في وقت لاحق التمرد العراقي.
شمل جزء من هذه الحملة محاولة التسلل إلى العديد من المساجد والمنظمات الإسلامية مع مسؤولي الأمن، إلا أن العديد من هؤلاء الأفراد أنفسهم أصبحوا مقتنعين بتعاليم السلفية من الجماعات التي أرسلوا في البداية لكي يتسللوا فيها.
عقب سقوط الحكومة البعثية نتيجة غزو العراق، ذهب العديد من الأعضاء السابقين في الأجهزة الأمنية، والذين تشربوا الآن بأيديولوجية أكثر بعثية-سلفية، لتشكيل مختلف الجماعات المتمردة التي سيكون لها دوراً رئيسياً في تمرد ما بعد الغزو، مع كون أشخاص مثل عبد الله الجنابي مثال رئيسي لمسؤولين أمنيين تحولوا إلى متمردين سلفيين. وفي النهاية، سوف يذهب عدداً كبيراً من هؤلاء الأفراد في وقت لاحق للانضمام إلى الدولة الإسلامية في العراق والشام.

## الملاحظات

### الثبت المرجعي
- "From Militant Secularism to Islamism: The Iraqi Ba'th Regime 1968-2003" (PDF). Occasional Papers. Baram. Woodrow Wilson International Center for Scholars: History & Public Policy Program. أكتوبر 2011. مؤرشف من الأصل (PDF) في 2019-04-12. اطلع عليه بتاريخ 2016-09-02. {{استشهاد بدورية محكمة}}: الاستشهاد بدورية محكمة يطلب |دورية محكمة= (مساعدة) والوسيط |الأول= يفتقد |الأخير= (مساعدة)صيانة الاستشهاد: آخرون (link)
- "Saddam's Faith Campaign and the promotion of Salafism". Iraq after America: Strongmen, Sectarians, Resistance. Rayburn. Hoover Institution Press. 2014. ص. 101–104. ISBN:978-0-8179-1694-7. {{استشهاد بكتاب}}: الوسيط |الأول= يفتقد |الأخير= (مساعدة)صيانة الاستشهاد: آخرون (link)